# مريم عشاغي (طوت)
مريم عشاغي (بالتركية: Meryemuşağı)‏ هي قرية تركمانيّة تتبع إداريّاً لمديرية طوت في محافظة أديامان التركية الواقعة في جنوب شرق الأناضول. وبلغ عدد سكانها 334 نسمة في عام 2021.